# Lauri Rauramo
Mauno Lauri Rauramo, född 14 juni 1917 i Viborg, död 23 november 1987, var en finländsk läkare. 
Rauramo, som var son till professor Mauno Rauramo och Margit Augusta Antoinette Becker, blev student 1935, medicine kandidat 1938, medicine licentiat 1945, medicine och kirurgie doktor 1947, specialist i gynekologi och obstetrik 1949, i kvinnosjukdomars strålbehandling 1957. Han var amanuens och assistent vid medicinsk-kemiska institutionen vid Helsingfors universitet 1943–1947, biträdande läkare vid gynekologisk-obstetriska avdelningen 1946–1950, docent vid Åbo universitet 1950–1964, biträdande överläkare vid Åbo universitets kvinnoklinik 1952–1961, specialläkare för kvinnosjukdomars strålbehandling vid Åbo universitets centralsjukhus 1961–1964, professor i obstetrik och läkare för kvinnosjukdomars strålbehandling vid Åbo universitets centralsjukhus 1961–1964 samt professor i obstetrik och gynekologi vid Åbo universitet och överläkare vid därvarande kvinnoklinik från 1964. Han var även överläkare vid Radiumhemmet i Åbo från 1956 och vid barnbördshuset där 1963–1964. 
Rauramo var sekreterare i föreningen för klinisk kemi och fysiologi 1947–1948, viceordförande i Medicinekandidatföreningen 1944, ordförande 1945, sekreterare i Duodecim 1952, styrelsemedlem 1955–1957, viceordförande i Duodecims Åbolandsavdelning 1960, ordförande från 1961, ordförande för Finlands Läkarförbunds Egentliga-Finlandsavdelning från 1961, i förvaltningen för Radiumhemmet i Åbo, i läkarnämnden för befolkningsförbundet Väestöliittos sociala rådgivningsbyrå i Åbo, medlem av redaktionskommittén för The Scandinavian Journal of Clinical and Laboratory Investigation och av ett stort antal delegationer och kommittéer. Han var medlem av Medicinalstyrelsens vetenskapliga råd 1963–1964 och av delegationen för främjande av finländsk litteratur från 1963. Han blev reservfänrik 1939, reservsanitetslöjtnant 1940 och sanitetskapten 1944. Han skrev över 100 vetenskapliga arbeten, bland annat lärobok i obstetrik och gynekologi för sjuksköterskor 1955 samt var medarbetare i Excerpta Medica och Nordisk Medicin från 1954.